# 빌레 푀르횔레
프란스 빌헬름 "빌레" 푀르횔레(핀란드어: Frans Wilhelm "Ville" Pörhölä, 1897년 12월 24일 ~ 1964년 11월 28일)는 핀란드의 육상 선수로 포환던지기, 원반던지기, 해머던지기와 무게던지기에 참가했다.
푀르횔레는 1920년 하계 올림픽 포환던지기에서 금메달을 획득하였다. 그는 원반던지기와 무게던지기에도 참가했고 각각 8위와 9위를 하였다. 후에 직업에 집중하려고 스포츠 경력을 자신의 뒤로 놓은 그는 1929년 해머던지기 같은 스포츠 장면에 다시 등장하고, 이후 1932년 하계 올림픽과 1934년 유럽 선수권 대회에서 은메달을 획득하였다. 그는 자신의 마지막 올림픽이었던 1936년 하계 올림픽에서 11위를 했다.
국내적으로 푀르횔레는 8개의 핀란드 타이틀을 우승하였는 데 1회의 제자리 세단뛰기(1922), 3회의 포환던지기(1929~31)와 2회의 해머던지기(1934~35)이다. 그는 또한 1922년 영국 AAA 포환던지기 타이틀을 우승하기도 하였다.
현역에서 은퇴한후 푀르횔레는 핀란드 목재 화사에서 근무하여, 결국 관리 이사가 되었다. 그는 1946년부터 1950년까지 라플란드 스포츠 연맹의 회장으로 역임하였다.

## 참조
1. ↑  (영어) 빌레 푀르횔레 - Sports-Reference.com 올림픽 (아카이브)